# NBA Europe Live Tour 2012
O NBA Europe Live Tour 2012 foi a sexta edição do NBA Europe Live Tour.

## Partidas
| 05/10/2012 | Boxscore | Boston Celtics | 91–97 | Fenerbahçe Ülker |  | Ülker Sports Arena, Istanbul |  |

| 06/10/2012 | Boxscore | Dallas Mavericks | 89–84 | Alba Berlin |  | O2 World, Berlin |  |

| 07/10/2012 | Boxscore | Boston Celtics | 105–75 | Olimpia Milano |  | Mediolanum Forum, Milan |  |

| 09/10/2012 | Boxscore | Dallas Mavericks | 85–99 | FC Barcelona Regal |  | Palau Sant Jordi, Barcelona |  |